# باروم (لونه‌بورگ)
باروم (به آلمانی: Barum) یک شهر در آلمان است که در Lüneburg واقع شده‌است. باروم ۱٬۸۴۴ نفر جمعیت دارد.